# Forza della Siberia
Il gasdotto Forza della Siberia (in russo: Сила Сибири, Sila Sibiri), precedentemente noto come gasdotto Yakutia – Khabarovsk – Vladivostok è un gasdotto situato nella Siberia orientale, che trasporta gas naturale dallo Yakutia al territorio del Litorale e in Cina. Il gasdotto è di proprietà della società Gazprom.
Fa parte della rotta del gas orientale che dalla Siberia (Russia) va in Cina. Il gasdotto è stato inaugurato il 2 dicembre 2019 alla presenza di Vladimir Putin e Xi Jinping.